# Rok Štraus
Rok Štraus (sinh ngày 3 tháng 3 năm 1987) là một cầu thủ bóng đá người Slovenia.

## Sự nghiệp câu lạc bộ
Rok Štraus đã từng chơi cho Yokohama FC.